# Sítio de Importância Comunitária
Um Sítio de Importância Comunitária (SIC) é definido pela Diretiva Habitats da Comissão Europeia (92/43/EEC) como um sítio que, na região ou regiões biogeográficas a que pertence, contribui de forma significativa para a manutenção ou recuperação de um estado de conservação favorável de um tipo de habitat natural ou de uma espécie, podendo também contribuir de forma significativa para a coesão da rede Natura 2000 e/ou contribuir de forma significativa para a manutenção da biodiversidade nessa região ou regiões.